# Frederik Lodewijk van Württemberg-Winnental

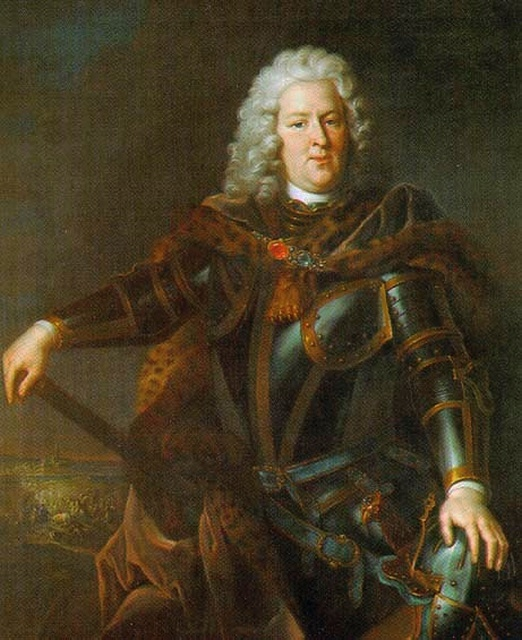
Frederik Lodewijk van Württemberg-Winnental.

Frederik Lodewijk van Württemberg-Winnental (Stuttgart, 5 november 1690 - Guastalla, 19 september 1734) was ruitergeneraal van Saksen en generaal-veldtochtmeester in het Rijksleger.

## Levensloop
Frederik Lodewijk was de vijfde en jongste zoon van hertog Frederik Karel van Württemberg-Winnental uit diens huwelijk met Eleonora Juliana, dochter van markgraaf Albrecht van Brandenburg-Ansbach. Na zijn eerste studies aan de Württembergse ridderacademie Collegium illustre in Tübingen studeerde hij verder aan de Universiteit van Genève.
Vanaf 1703 verbleef hij aan het Keursaksische hof in Dresden, waar de Poolse koning August de Sterke, tevens keurvorst van Saksen, en zijn echtgenote Christiane Eberhardine van Brandenburg-Bayreuth resideerden. Frederik Lodewijk bleef vijf jaar in Dresden en leerde er het vak van het oorlogsvoeren, aangezien hij als jongere zoon weinig kans maakte op de erfopvolging. Vanaf 1708 vocht hij in Nederlandse dienst en nam hij deel aan de campagnes van de Spaanse Successieoorlog in de Nederlanden.
In 1715 keerde Frederik Lodewijk terug naar Dresden. Hij vocht in Saksisch-Poolse dienst in de Grote Noordse Oorlog en nam deel aan de veldtocht tegen de Zweden in Voor-Pommeren. Vanaf 1716 vocht hij onder prins Eugenius van Savoye tegen de Ottomanen en in 1717 vocht hij mee in de Slag bij Belgrado. Als dank voor zijn verdiensten werd hij in 1718 door keizer Karel VI benoemd tot generaal-veldmaarschalk-luitenant en door August de Sterke tot Saksisch-Pools luitenant-generaal. Ook kwam hij in 1721 in het bezit van Neschwitz in de Opper-Lausitz.
Op 22 oktober 1722 huwde hij in het geheim met de tien jaar oudere Ursula Katharina von Altenbockum (1680-1743), ex-echtgenote van prins Jerzy Dominik Lubomirski, gewezen maîtresse van August de Sterke en rijksvorstin van Teschen. Mogelijk bekeerde Frederik Lodewijk zich toen tot het katholicisme, aangezien het huwelijk werd voltrokken door Jezuïeten. Frederik Lodewijk en Ursula Katharina hadden geen kinderen.
In 1723 werd hij in Praag tot keizerlijk generaal-veldtochtmeester benoemd en begon hij met de bouw van het Slot van Neschwitz. In 1726 volgde zijn benoeming tot Saksisch-Pools ruitergeneraal. In 1727 kreeg hij van August de Sterke tevens een stuk grond in Friedrichstadt toegewezen, waar hij een tuinpaleis liet bouwen.
Vanaf 1731 vocht Frederik Lodewijk in keizerlijke dienst in Parma en Piacenza. Een jaar later leidde hij in dienst van de republiek Genua een leger van 7.000 man dat de opstand in Corsica onderdrukte. Vanaf 1733 vocht hij in de Poolse Successieoorlog, waar hij aan het Italiaanse front de keizerlijke troepen commandeerde. In september 1734 sneuvelde hij in de Slag bij Guastalla, nadat hij door twee kogels was getroffen. Frederik Lodewijk werd bijgezet in de Sint-Agnesekerk van Mantua